# 王胤
王胤（1560年—1617年），字世昌，號裕吾，河南歸德府宁陵县籍直隶廣平人。因寄養于寧陵喬姓，名喬胤，后恢复王姓。清朝時避讳雍正御名，而改成王印。明朝政治人物、進士出身。

## 生平
萬曆十六年（1588年）戊子科河南鄉試解元，十七年聯捷己丑科二甲二十五名进士，刑部觀政，选取庶吉士，十九年授刑科给事中，二十年升吏科右，二十一年升禮科左，本年升刑科都，二十二年因范應期案，謫亳州判官，再贬山西灵丘县尉，又削籍爲民。後起補工科都給事中，任命未下而卒。天啓二年（1622年）覃恩贈太僕寺少卿，三年子王無逸题復王姓。

## 家族
曾祖王鐸。祖父王守約。父王擢，赠给事中。子王無逸、王無私。孫王𤪌（字弁伊）、王玠。